# Amtsgericht Oberwiesenthal
Das Amtsgericht Oberwiesenthal war ein Gericht der ordentlichen Gerichtsbarkeit und ein Amtsgericht in Sachsen mit Sitz in Oberwiesenthal.

## Geschichte
In Oberwiesenthal bestand bis 1879 das Gerichtsamt Oberwiesenthal als Eingangsgericht. Im Rahmen der Reichsjustizgesetze wurden 1879 im Königreich Sachsen die Gerichtsämter aufgehoben und Amtsgerichte, darunter das Amtsgericht Oberwiesenthal, geschaffen. Der Sprengel des Amtsgerichtes bestand aus Oberwiesenthal, Cranzahl mit Habichtsberg, Hammerunterwiesenthal mit Bärenlohe, Berghäuserm, Pragerhaus, Preußhaus und Schlössel, Kretscham-Rothensehma, Neudorf mit Reiserberghäusern, Niederschlag, Stahlberg mit Unterstahlberg, Unterwiesenthal und die Neudorfer, Oberwiesenthaler und Unterwiesenthaler Forstreviere. Das Amtsgericht Oberwiesenthal war eines von 16 Amtsgerichten im Bezirk des Landgerichtes Chemnitz. Der Amtsgerichtsbezirk umfasste danach 8809 Einwohner. Das Gericht hatte damals eine Richterstelle und war das kleinste Amtsgericht im Landgerichtsbezirk. Zum 1. Juli 1883 wurde Cranzahl vom Amtsgericht Oberwiesenthal dem Amtsgericht Annaberg zugewiesen.
Das Amtsgericht Oberwiesenthal wurde 1934 aufgehoben, und das Amtsgericht Annaberg übernahm seine Aufgaben.